# Warm Springs (Californie)
Pour les articles homonymes, voir Warm Springs.
Warm Springs est une census-designated place du comté de Riverside, dans l'État de Californie, aux États-Unis,. En 2020, elle compte une population de 1 586 habitants.